# NGC 1635
NGC 1635 è una galassia lenticolare situata nella costellazione dell'Eridano, a una distanza di circa 157 milioni di anni luce dalla nostra Via Lattea.

## Scoperta
La galassia è stata scoperta il 1 gennaio 1786 dall'astronomo britannico di origine tedesca William Herschel.

## Descrizione
Nelle immagini riprese dall'indagine SDSS, la galassia appare contornata da un anello esterno, che nella classificazione morfologica delle galassie viene denotato con (R); anche il nucleo è contornato da un anello (r), mentre il centro della galassia è attraversato da una piccola barra (B).